# Ancylolomia palpella
Ancylolomia palpella — вид лускокрилих комах родини вогнівок-трав'янок (Crambidae).

## Поширення
Вид поширений на значній частині Європи, в Західній і Середній Азії. Присутній у фауні України.

## Опис
Розмах крил 31-36 мм у самців та 34-45 мм у самиць.

## Спосіб життя
Метелики літають з червня по жовтень. Буває два покоління за рік. Личинки живляться стеблами різних трав.